# Gioviano Cepanico
Gioviano Cepanico, o Cepario, meglio noto come Gioviano Ipato (fl. VIII secolo), è stato un politico e generale bizantino. Fu Magister Militum del Ducato di Venezia per l'anno 741.

## Biografia
Gioviano fu il quarto maestro dei soldati a succedersi nel governo della Venezia dopo l'assassinio del doge Orso Ipato, succedendo nella carica al figlio di quest'ultimo Diodato, che aveva retto il governo nell'anno precedente.
Ricevette da Costantinopoli il titolo di Ipato (equivalente a console), probabilmente per l'aiuto prestato all'Esarca di Ravenna Eutichio, rifugiatosi nella Venezia dopo la caduta di Ravenna in mano dei Longobardi e che da qui aveva mosso alla riconquista della città.
Durante il suo governo proseguì il conflitto armato tra Eracliana ed Equilio, con uno scontro presso la zona nota come Torre del Caligo.